# Пабло Неруда
Па́бло Неру́да (на испански: Pablo Neruda) е чилийски поет, писател, публицист, дипломат (консул и генерален консул), политик – комунист, сенатор, кандидат-президент.
Истинското му име е Рикардо Елиесер Нефтали Рейес Басоалто; фамилното име от псевдонима му е в чест на чешкия поет Ян Не́руда.

## Биография
Пабло Неруда е сред великите автори в световната поезия на 20 век, Нобелов лауреат за литература през 1971 година.
„Двайсет любовни стихотворения и една отчаяна песен“ (Veinte poemas de amor y una canción desesperada) от 1924 година е първото произведение на Неруда с международен отзвук и едно от първите по популярност в испаноезичната литература за всички времена. Автобиографията му (1973) е озаглавена „Изповядвам, че живях“ (Confieso que he vivido).
Удостоен е с Международната награда за мир (1950) на просъветския Световен съвет за мир. През 1953 година получава Сталинска награда за мир от съветското правителство.

## Издания в България
- Знамената се раждат (стихотворения) – Народна култура, 1951
- Момиче и планета (избрани стихотворения) – библ. „Съвременни поети“, Народна култура, 1965
- Въглища (роман) – Пабло Неруда и Диего Муньос, Профиздат, 1972
- Океан (поезия) – библ. „Панорама“ № 13, Народна култура, 1974
- Блясък и смърт на Хоакин Муриета – библ. „Театър“ № 35, Народна култура, 1975
- Изповядвам, че живях (мемоари) – серия „Световни мемоари“, Партиздат, 1975 (II изд. 1982)
- Всеобща песен (откъси) – Народна култура, 1976
- Сто сонета за любовта – Народна култура, 1979 (II изд. – ИК „Христо Ботев“, 1994; III изд. – ИК „Кръгозор“, 2012)
- За да се родя, родих се (съд. непубликувани или публикувани само в пер. печат стихотворения в проза, пътеписи, спомени, стихотворения, статии, есета, речи и др.) – поредица „Извори“, Народна култура, 1983
- Светилник на земята (избрани стихотворения) Народна младеж, 1985
- Стиховете на Капитана - Colibri, 2024

## В сборници с други автори
- Откриване на живота (поетична проза) – съст. Нели Константинова/ съд. произведения на Сесар Валиехо, Габриела Мистрал, Пабло Неруда/, изд. Христо Г. Данов, Пловдив, 1984
- Роза на ветровете (избрана преводна поезия) – прев. (от фр., исп., порт., ит.) Жак Битев, ИК Орбел, С., 2001